# Viola voliotisii
Viola voliotisii är en violväxtart som beskrevs av M. Erben. Viola voliotisii ingår i släktet violer, och familjen violväxter. Inga underarter finns listade i Catalogue of Life.